# Radical Dreamers
Radical Dreamers: Nusumenai Hōseki (ラジカル・ドリーマーズ -盗めない宝石-) ("Radical Dreamers: The Unstealable Jewel") is een Japans computerspel, ontwikkeld door Square in 1996 voor de Satellaview, een uitbredingsapparaat voor de Super Nintendo.
Het is een tekstgebaseerde visuele roman waarin de speler de rol van Serge aanneemt, een jonge avonturier de gezelschap heeft van Kid, een dief, en Gil, een mysterieuze gemaskerde magiër.